# Bahnpark Augsburg
A Bahnpark Augsburg egy vasúti körfűtőház és műhely területén üzemelő vasúti jármű kiállítás Augsburgban, Németországban. A kiállítás havonta összesen egy napot van hivatalosan nyitva. Ugyanezen a területen végzi egy német magánvasút-társaság is a motorvonatai karbantartását.

## Kiállított vasúti járművek

### A körfűtőház járművei
- ET 91 01 sínbusz, a Glass Train vagy a Gläserne Zug (Németország)
- SNCF CC 6500 sorozatú villamosmozdony az "Aquitaine" (Franciaország)
- BB 3600 villamos mozdony The Ducal Crocodile (Das großherzogliche Krokodil) (Luxemburg), az SNCF BB 12000 sorozat a francia változata ennek a sorozatnak
- Ae 4/7 villamos mozdony, a Gotthard Loco vagy a Gotthard-Lok“ (Svájc)
- 06-013 gőzmozdony, a Mountain Express (Gebirgs-Schnellzug-Dampflok) (Szlovénia)
- 93.1410 gőzmozdony (Ausztria)
- 764.449 Cozia-2 erdei vasúti gőzmozdony (Románia), egy keskeny nyomtávolságú mozdony két kocsival a fűtőház előtt
- E 636 147 villamos mozdony (Olaszország)

## Múzeum mozdonyok
- DRG 41 no. 41 018, gőzmozdony, (Munich Steam Locomotive Company)
- DRG 41 no. 41 364, gőzmozdony,
- DRG 44 no. 44 606, tehervonati gőzmozdony Jumbo (Munich Steam Locomotive Company)
- DRG 01 no. 01 108 Express vonat standard mozdony (Einheitsdampflok)
- E 16 09 villamos mozdony, Bavaria's Noble Racer (Bayerns Edelrenner)
- E 18 08 villamos mozdony
- E 63 05 és E 63 08 villamos mozdony
- E 69 02 mellékvonali mozdony
- E 91 99 tehervonati mozdony (kölcsönben a Verkehrsmuseum Nürnbergtől)
- ÖBB 1141.03 villamos mozdony
- Köf II 6311 és 6580 (operatív, tolatószolgálatra a park területén)
- DB 120 003 villamos mozdony (kölcsönben a Verkehrsmuseum Nürnbergtől)
- E 71 19 villamos mozdony (kölcsönben a Verkehrsmuseum Nürnbergtől)
- Vasúti kocsi gyűjtemény
- a gőzmozdony csarnokban vasúti postakocsik

Ezen kívül még a múzeum területén található egy keskeny nyomtávú kerti vasút is.

## Lásd még
- Verkehrsmuseum Nürnberg